# Lonchocarpus nitidus
La yerba de bugre, yerba del bugre o simplemente bugre (Lonchocarpus nitidus) es una especie arbórea, la de distribución más austral de las que integran el género Lonchocarpus de la familia de las leguminosas. Habita en selvas marginales del centro-este de Sudamérica.

## Descripción
Lonchocarpus nitidus es un árbol que alcanza entre 5 y 8 metros de altura, con ejemplares longevos que llegan hasta 12 m. Su copa tiene forma aparasolada; su tronco es cilíndrico, recto, de hasta 50 cm de diámetro, con corteza algo arrugada, grisácea, presentando en las ramas abundantes lenticelas longitudinales. 
Follaje
El follaje es semiperennifolio, en tonos verde-lustrosos, integrado por hojas alternas, imparipinnadas, de 7 a 21 cm de largo, con foliolos elípticos a lanceolados, dispuestos en yugas en número de 7 a 11; el tamaño de los foliolos es variable, de 15 a 100 mm de largo por 8 a 25 mm de ancho.
Flores

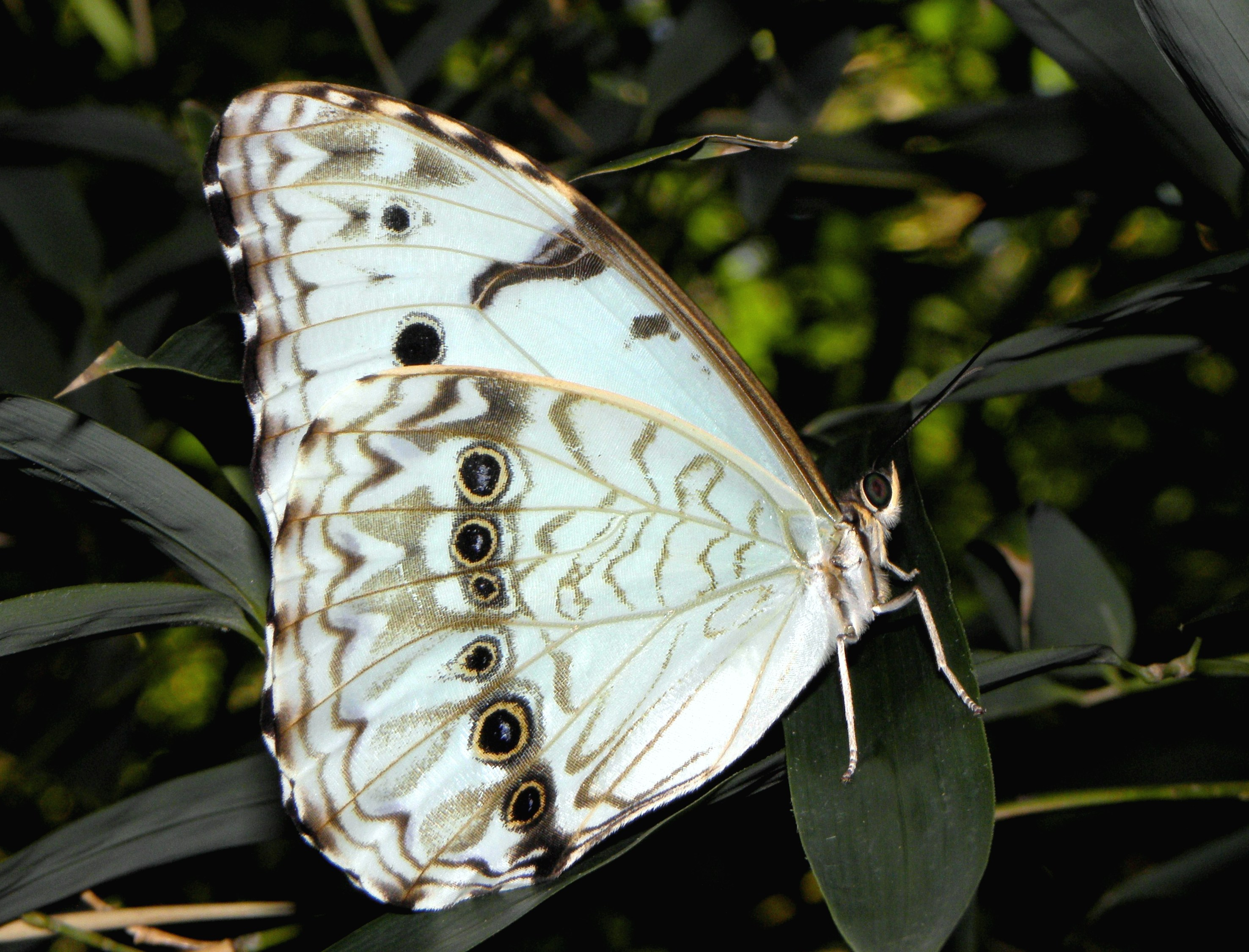
Las larvas de la mariposa bandera argentina (Morpho epistrophus argentinus) se alimentan de las hojas de esta especie.

Las flores son zigomorfas, hermafroditas, de la forma amariposada característica de las papilionoideáceas, generalmente de color rosa-violáceo variando el tono de suave a intenso), con el centro blanco y la garganta amarillenta; también hay ejemplares con flores blancas. Miden de 10 a 13 mm, y se disponen en racimos axilares.
Frutos
El fruto es una legumbre castaño-rojiza, marginada y comprimida, de 5 a 7 cm de largo.

## Distribución y hábitat
Se distribuye en el sudeste y sur de Brasil, el este del Paraguay, Uruguay y el nordeste argentino. 
Argentina
En la Argentina se encuentra en el nordeste, en el este de la mesopotamia, con herborizaciones en las provincias de: Buenos Aires, Ciudad Autónoma de Buenos Aires, Corrientes, Entre Ríos y Misiones.
Alcanza su distribución más austral integrando las selvas marginales del Plata, denominadas monte blanco, comunidad biológica que crece en el sector inferior del delta del río Paraná y en la ribera argentina del Río de la Plata. Los ejemplares más al sur fueron detectados en el relicto de esta selva situado en las márgenes del arroyo las Cañas, dentro de la reserva natural integral Punta Lara, partido de Ensenada, siendo esta también la mayor latitud a que se extiende el género Lonchocarpus.
Brasil
En Brasil se encuentra en los estados de Paraná, Santa Catarina y Río Grande del Sur.
Paraguay
En el Paraguay fue colectado en los departamentos de: Alto Paraná, Concepción, Cordillera, Guairá, Itapúa y Paraguarí.
Uruguay
En el Uruguay fue herborizado en los departamentos de: Artigas, Colonia, Montevideo, Paysandú, Río Negro, Rocha, Salto y Soriano.
Hábitat
Lonchocarpus nitidus habita preferentemente en selvas marginales de las riberas e islas del alto Paraná y sus afluentes, de la galería del río Uruguay y parte de su cuenca, el bajo delta del Paraná, y la costa del Río de la Plata, en altitudes comprendidas entre el nivel marino y los 500 m s. n. m., en ambiente subtropical y semitropical; en forestas fitogeográficamente incluidas en el distrito fitogeográfico de las selvas mixtas de la provincia fitogeográfica paranaense. 
Desde el punto de vista biogeográfico, esta especie arbórea habita fundamentalmente en las ecorregiones terrestres delta e islas del río Paraná y en la de la selva Paranaense.
Sus hojas son alimento de las larvas de la mariposa bandera argentina (Morpho epistrophus argentinus).

## Taxonomía
Esta especie fue descrita originalmente en el año 1837 por el botánico alemán Julius Rudolph Theodor Vogel, bajo el nombre científico de Sphinctolobium nitidum, siendo reclasificado en el año 1860 por el botánico, pteridólogo y micólogo inglés George Bentham.
Sinonimia
- Sphinctolobium nitidum Vogel;
- Derris nitidus (Vogel) N.F. Mattos.[15]